# Россия на чемпионате мира по хоккею с шайбой 2012
Сборная России — победитель чемпионата мира по хоккею с шайбой 2012 года.

## Предыстория
На чемпионате мира по хоккею с шайбой 2011 года сборная России заняла 4-е место, что было признано неудачным выступлением. В связи с этим исполком Федерации хоккея России 26 мая 2011 года отправил в отставку с поста главного тренера сборной России Вячеслава Быкова. Вместе с ним покинул команду и его помощник Игорь Захаркин.. 25 июня 2011 года на пост тренера сборной был назначен Зинэтула Билялетдинов с прицелом на подготовку команды к хоккейному турниру Зимних Олимпийских игр в Сочи в 2014 году.
Таким образом чемпионат мира 2012 года стал первым для нового наставника сборной России. Как и ожидалось в процессе подготовки к чемпионату мира в ходе его проведения ему не удалось избежать сравнения с предыдущим тренером сборной России по хоккею - Вячеславом Быковым, дважды приводившим сборную России к золотым медалям чемпионата мира.

## Подготовка команды
Основным подготовительным турниром к чемпионату мира для европейских сборных является Еврохоккейтур. В ходе турнира команды преследуют разные цели — одни наигрывают составы к чемпионату мира, вторые дают поиграть молодым игрокам на международном уровне, третьи используют турнир в селекционных целях для отбора игроков в сборную. Одной из основных претензий к предыдущему наставнику сборной команды выдвигалось низкая селекционная активность и привлечение в команду одних и тех же игроков с целью отработки их сыгранности перед чемпионатами мира. С приходом на должность главного тренера Зинэтулы Билялетдинова было объявлено, что в команду будут чаще привлекаться новые перспективные игроки с целью оценки их игры на международном уровне и включения в основной состав сборной. Однако, на деле в ходе Еврохоккейтура в сборную команду было привлечено ещё меньше игроков, чем при предыдущем наставнике (45 против 48) и наименьшее число по сравнению с остальными сборными, участвующими в турнире. Правда, выросло число молодых игроков (до 23 лет), которые были приглашены в команду (7 против 5 в предыдущем году), однако и это число оказалось ниже, чем у некоторых сборных других стран. Так, например, в составе сборной Швеции в турнире приняло участие 13 молодых хоккеистов.
Кроме того, со сменой главного тренера изменился сам стиль игры сборной команды России. В отличие от Вячеслава Быкова, являющегося приверженцем атакующего хоккея, Зинэтула Билялетдинов исповедует оборонительный хоккей, уделяя особое внимание игре в защите. Изменение стиля игры сборной на этапе подготовки к чемпионату мира вызвало серьёзную критику со стороны болельщиков и журналистов
Наконец, критику вызвали и сами результаты сборной России на Еврохоккейтуре. Если на Кубке Карьяла в ноябре 2011 года команда заняла первое место, выиграв все свои встречи, то на трёх последующих турнирах (Кубок Первого канала, Oddset и Kajotbet) команда не поднималась выше третьего места, а её игра выглядела невзрачной. Критика в адрес главного тренера достигла такой степени, что после неудачного выступления сборной в Швеции в феврале 2012 годав ответ на острый вопрос журналиста он ответил: «Не нравится - верните Быкова». В то же время президент ФХР Владислав Третьяк заявил, что даже в случае провала на чемпионате мира Билялетдинов не покинет поста тренера сбороной, так как его задача — подготовка команды к Олимпийским Играм 2014 года.
Так же невзрачно сборная команда провела и товарищеские матчи непосредственно перед самим чемпионатом мира.

## Состав
С приходом в сборную Билялетдинов частично пересмотрел состав сборной команды. Так, начиная с кубка Карьялы капитаном команды единоличным решением тренера был назначен Илья Никулин, до этого в течение 10 лет игравший под началом Билялетдинова в различных клубах. При формировании сборной команды новый главный тренер стал отдавать предпочтение игрокам средней возрастной категории, перестав привлекать в команду игроков старше 33 лет (исключение при подготовке к чемпионату мира было сделано лишь для Алексея Морозова).
3 мая 2012 года тренерский штаб сборной России заявил для участия в чемпионате мира первых 17 игроков (из 25):
- Вратари: Семен Варламов («Колорадо»), Константин Барулин («Ак Барс»).
- Защитники: Илья Никулин (капитан), Евгений Медведев (оба — «Ак Барс»), Денис Денисов, Дмитрий Калинин (оба — СКА), Алексей Емелин («Монреаль»), Никита Никитин («Коламбус»);
- Нападающие: Павел Дацюк («Детройт»), Евгений Малкин («Питтсбург»), Александр Пережогин, Александр Попов (оба — «Авангард»), Александр Свитов («Салават Юлаев»), Евгений Кузнецов («Трактор»), Николай Кулемин («Торонто»), Алексей Терещенко («Ак Барс»), Николай Жердев («Атлант»).

Таким образом, первоначально в сборную команду было приглашено 11 игроков из Континентальной хоккейной лиги (1 вратарь, 4 защитника и 6 нападающих) и 6 игроков из Национальной хоккейной лиги (1 вратарь, 2 защитника и 3 нападающих). В российской команде было заявлено 5 чемпионов мира (Никулин, Калинин, Пережогин, Терещенко, Жердев), 12 игроков уже принимали участие на чемпионатах мира, из них — 6 игроков (Барулин, Никулин, Калинин, Емелин, Кулёмин, Терещенко) выступали на чемпионате мира 2011 года, 5 игроков (Медведев, Никитин, Попов, Кузнецов, Свитов) впервые выступали за сборную команду на международном турнире такого высокого уровня.
5 мая перед первой игрой группового этапа со сборной Латвии в команду было дозаявлено ещё три нападающих — впервые на чемпионат мира были приглашёны Сергей Широков (ЦСКА), Денис Кокарев (Динамо Москва) и Евгений Кетов («Северсталь»).  Три места было забронировано для игроков продолжающих выступление в Кубке Стэнли.
10 мая, перед игрой со сборной Дании тренерский штаб сборной дозаявил ещё трёх хоккеистов — чемпиона мира 2008 года вратаря Михаила Бирюкова («Югра»), а также защитников новичков Евгения Бирюкова (Металлург Магнитогорск) и Евгения Рясенского (ЦСКА).
13 мая стало известно, что на стадии плей-офф к команде присоединятся чемпионы мира нападающие Александр Овечкин и Александр Сёмин (Вашингтон), команда которых завершила борьбу за Кубок Стэнли.
Таким образом, в окончательном составе сборная России была представлена 17 игроками из КХЛ (2 вратаря, 6 защитников и 9 нападающих) и 8 игроками НХЛ (1 вратарь, 2 защитника и 5 нападающих). В составе сборной играли 8 чемпионов мира, 10 игроков впервые играли за сборную на чемпионате мира.

### Другие игроки
Из состава сборной России по хоккею образца 2011 года на чемпионат мира не были приглашены: вратарь — Василий Кошечкин («Северсталь»), защитники — Виталий Атюшов («Салават Юлаев»), Денис Гребешков (СКА), Николай Белов («Нефтехимик»), Фёдор Тютин (Коламбус), нападающие — Константин Горовиков (Динамо Москва), Сергей Зиновьев (Салават Юлаев), Дмитрий Куликов (Флорида), Алексей Кайгородов (Металлург Магнитогорск), Евгений Артюхин и Максим Афиногенов (оба — СКА).
Рассматривались для участия в чемпионате мира, но были вынуждены пропустить его из-за полученных травм нападающие Алексей Морозов и Данис Зарипов (оба «Ак Барс»), Игорь Григоренко («Салават Юлаев»), а также защитник Никита Зайцев («Сибирь»).
Планировались для участия в чемпионате мира защитник Антон Белов («Авангард») и нападающий Максим Рыбин (СКА), но выявленный за две недели до начала чемпионата допинг в крови хоккеистов не позволил им принять участие в игре команды, что было, по мнению Зинэтулы Билялетдинова, значительной потерей для сборной.
В Швецию приехали, тренировались с командой, но не были заявлены в основной состав и вернулись домой 4 игрока: чемпион мира защитник Константин Корнеев («Ак Барс») и нападающие Вадим Шипачев («Северсталь»), Владимир Тарасенко (СКА) и Александр Бурмистров (Виннипег). Причём отправка домой Константина Корнеева вызвала критику бывшего главного тренера сборной России Владимира Плющева, посчитавшего, что в заявленном составе сборной имеются защитники слабее Корнеева. По заявлению Билялетдинова Владимир Тарасенко и Александр Бурмистров не были дозаявлены в состав сборной из-за их неготовности играть на таком высоком уровне.
Ожидалось, что к команде присоединится чемпион мира нападающий Александр Радулов после того как его клуб «Нэшвилл Предаторз» выбыл из борьбы за обладание Кубком Стэнли, но он отказался от участия в чемпионате мира, сославшись на травму. Кроме того, к приезду в сборную был готов чемпион мира вратарь Илья Брызгалов (Филадельфия), команда которого также вылетела из плей-офф Кубка Стэнли, но Билялетдинов принял решение не приглашать его, так как в команде уже определились с первым номером.
Критику со стороны спортивных обозревателей вызвало решение Билялетдинов не приглашать в сборную команду лучшего снайпера Кубка Гагарина Михаила Анисина, а также самого полезного игрока плей-офф вратаря Александра Ерёменко (оба — Динамо Москва). Сам главный тренер сборной России объяснил это решение тем, что решил позвать уже проверенных игроков.

## Матчи

### Предварительный этап
| 5 мая, 2012 | \| Россия \| 5:2 (0:1, 2:0, 3:1) \| Латвия \| \| Никулин (Пережогин, Малкин), 33:45 (бол.) Малкин (Никулин), 36:29 (бол.) Малкин (Попов), 45:03 Попов (Пережогин, Калинин), 50:53 Кузнецов (Кулёмин), 56:53 \| Голы \| Индрашис (Галвиньш, Спруктс), 11:32 Даугавиньш (Пуяц, Бартулис) 55:21 (бол.) \| | Стадион: Глобен-Арена, Стокгольм Зрителей: 2589 Судьи: Кит Кавал (США), Дэвид Льюис (Канада) |
| Россия | 5:2 (0:1, 2:0, 3:1) | Латвия                                                                                       |
| Никулин (Пережогин, Малкин), 33:45 (бол.) Малкин (Никулин), 36:29 (бол.) Малкин (Попов), 45:03 Попов (Пережогин, Калинин), 50:53 Кузнецов (Кулёмин), 56:53 | Голы | Индрашис (Галвиньш, Спруктс), 11:32 Даугавиньш (Пуяц, Бартулис) 55:21 (бол.)                 |

В первом матче на чемпионате мира сборная Россия уверенно переиграла сборную Латвии. Несмотря на то, что латышам удалось открыть счёт в матче на 12-й минуте и удерживать преимущество, во второй половине игры сборная России разыгралась и забросила противникам пять шайб, получив в свои ворота лишь одну от латышей. Уже в первом матче обнажилась основная проблема сборной России — начало атаки и вход в зону соперника. В то же время, прекрасную игру продемонстрировал Евгений Малкин, забросивший две шайбы в ворота сборной Латвии.
| 6 мая, 2012 | \| Россия \| 4:2 (0:0, 3:2, 1:0) \| Норвегия \| \| Дацюк (Калинин, Емелин), 21:21 (бол.) Денисов (Медведев, Кузнецов), 27:01 (бол.) Кулёмин (Малкин), 32:46 Пережогин (Малкин), 40:40 \| Голы \| Аск (Холёс, Торесен), 30:34 (бол.) Хольтет (Скрёдер, Холёс) 35:52 (бол.) \| | Стадион: Глобен-Арена, Стокгольм Зрителей: 4438 Судьи: Дэнни Курман (Швейцария), Стив Патафи (США) |
| Россия | 4:2 (0:0, 3:2, 1:0) | Норвегия                                                                                           |
| Дацюк (Калинин, Емелин), 21:21 (бол.) Денисов (Медведев, Кузнецов), 27:01 (бол.) Кулёмин (Малкин), 32:46 Пережогин (Малкин), 40:40 | Голы | Аск (Холёс, Торесен), 30:34 (бол.) Хольтет (Скрёдер, Холёс) 35:52 (бол.)                           |

Несмотря на преимущество в первом периоде (14-5 по броскам), забить россияне в первой двадцатиминутке так и не смогли. Основной накал игры пришёлся на второй период, когда в ответ на две заброшённых шайбы россиян, норвежцы, играя впятером против трёх смогли сократить разрыв. Вскоре шайбу в ворота россиян забросил Пер-Оке Скрёдер, однако арбитр шайбу не засчитал. До конца второго периода противники обменялись шайбами, а в третьем периоде одну шайбу в ворота норвежцев забросил Пережогин.
| 8 мая, 2012                                                                | \| Россия \| 2:0 (1:0, 0:0, 1:0) \| Германия \| \| Жердев (Медведев, Малкин), 19:51 Терещенко (Широков, Жердев), 50:35 (бол.) \| Голы \| \| | Стадион: Глобен-Арена, Стокгольм Зрителей: 2897 Судьи: Владимир Балушка (Словакия), Антти Боман (Финляндия) |
| Россия                                                                     | 2:0 (1:0, 0:0, 1:0) | Германия |
| Жердев (Медведев, Малкин), 19:51 Терещенко (Широков, Жердев), 50:35 (бол.) | Голы | |

Россия продолжила победную серию, одерживая победы над командами «второго эшелона». Основная заслуга в победе над немцами принадлежала игрокам третьего звена.
| 10 мая, 2012                                                                                            | \| Россия \| 3:1 (2:1, 1:0, 0:0) \| Дания \| \| Медведев (Широков, Жердев), 02:08 Малкин (Пережогин, Никулин), 13:35 Калинин (Кузнецов, Широков), 26:32 \| Голы \| Эллер, 04:11 \| | Стадион: Глобен-Арена, Стокгольм Зрителей: 2117 Судьи: Ларс Брюггеман (Германия), Морган Юханссон (Швеция) |
| Россия                                                                                                  | 3:1 (2:1, 1:0, 0:0) | Дания |
| Медведев (Широков, Жердев), 02:08 Малкин (Пережогин, Никулин), 13:35 Калинин (Кузнецов, Широков), 26:32 | Голы | Эллер, 04:11                                                                                               |

Россия без труда одержала победу над датчанами, продолжив свою победную серию на чемпионате мира.
| 11 мая, 2012 | \| Россия \| 7:3 (1:2, 2:1, 4:0) \| Швеция \| \| Попов (Малкин, Жердев), 10:27 Малкин (Бирюков, Кузнецов), 36:00 (бол.) Емелин (Дацюк, Калинин), 38:27 (бол.) Пережогин (Медведев), 40:15 Малкин (Попов), 42:40 Малкин (Попов), 51:08 Денисов (Малкин, Попов), 59:06 (бол.) \| Голы \| Карлссон (Столберг, Альфредссон), 05:57 (бол.) Зеттерберг (Альфредссон, Эрикссон), 14:33 (бол.) Франзен (Эрикссон, Зеттерберг), 29:26 (бол.) \| | Стадион: Глобен-Арена, Стокгольм Зрителей: 11500 Судьи: Антти Боман (Финляндия), Кит Кавал (США)                                             |
| Россия | 7:3 (1:2, 2:1, 4:0) | Швеция |
| Попов (Малкин, Жердев), 10:27 Малкин (Бирюков, Кузнецов), 36:00 (бол.) Емелин (Дацюк, Калинин), 38:27 (бол.) Пережогин (Медведев), 40:15 Малкин (Попов), 42:40 Малкин (Попов), 51:08 Денисов (Малкин, Попов), 59:06 (бол.) | Голы | Карлссон (Столберг, Альфредссон), 05:57 (бол.) Зеттерберг (Альфредссон, Эрикссон), 14:33 (бол.) Франзен (Эрикссон, Зеттерберг), 29:26 (бол.) |

Матч со шведами изначально назывался главным тренером сборной России основным в отборочной группе для российской команды. Кроме того, это была первая игра со сборной «первого эшелона». В начале матча шведам удалось навязать свою игру сборной России. В результате постоянных провокаций шведов, среди которых особо отличался Юхан Франзен сборная России трижды оставалась в меньшинстве и получала шайбы в свои ворота. В то же время, необходимо отметить, что наказание Алексея Емелина за удар клюшкой Франзена было снисходительно маленьким — две минуты штрафа. К середине матча счёт был 1:3 в пользу сборной Швеции. Ситуация изменилась после удаления у шведов Юхана Франзена, когда российской команде удалось забить вторую шайбу. После очередной грубой игры шведов россияне сравняли счёт в матче, играя впятером против троих шведов. В начале третьего периода решающую шайбу в ворота шведов забил Александр Пережогин. После этого игра сборной Швеции окончательно рассыпалась и Малкин с Денисовым провели ещё три шайбы в ворота шведов. В середине третьего периода в зоне российской вратарской площадки против Франзена грубо сыграл Дмитрий Калинин, сломавший нос шведскому нападающему. Франзена увели с площадки, Калинин был удалён до конца матча. По результатам игры Алексей Емелин был дисквалифицирован на одну игру, а Дмитрий Калинин — на три. Спортивные обозреватели по результатам матча отметили игру Евгения Малкина, забросившего три шайбы и Алексея Емелина, сравнявшего счёт и вынуждавшего шведов постоянно фолить на себе.
| 13 мая, 2012                                            | \| Россия \| 2:0 (1:0, 0:0, 1:0) \| Чехия \| \| Пережогин (Никулин), 00:24 Малкин (Попов), 40:44 (бол.) \| Голы \| \| | Стадион: Глобен-Арена, Стокгольм Зрителей: 5341 Судьи: Ларс Брюггеман (Германия), Дэнни Курман (Швейцария) |
| Россия                                                  | 2:0 (1:0, 0:0, 1:0)                                                                                                   | Чехия |
| Пережогин (Никулин), 00:24 Малкин (Попов), 40:44 (бол.) | Голы | |

Несмотря на то, что матч нельзя назвать простым, сборная России чётко действовала в обороне, выполняя указания главного тренера сборной и не дала чешским нападающим возможность распечатать свои ворота.
| 14 мая, 2012 | \| Россия \| 4:0 (1:0, 2:0, 1:0) \| Италия \| \| Дацюк (Кузнецов), 10:35 Кузнецов (Кулёмин, Никитин), 24:28 Бирюков (Малкин, Пережогин), 28:07 Попов (Пережогин), 53:38 \| Голы \| \| | Стадион: Глобен-Арена, Стокгольм Зрителей: 2336 Судьи: Владимир Балушка (Словакия), Морган Юханссон (Швеция) |
| Россия | 4:0 (1:0, 2:0, 1:0) | Италия |
| Дацюк (Кузнецов), 10:35 Кузнецов (Кулёмин, Никитин), 24:28 Бирюков (Малкин, Пережогин), 28:07 Попов (Пережогин), 53:38 | Голы | |

Завершающий матч группового этапа сборная России провела уверено и спокойно. Таким образом команда завершила групповой турнир на первом месте, одержав семь побед в семи матчах.

### 1/4 финала
| 17 мая, 2012 | \| Россия \| 5:2 (2:1, 0:1, 3:0) \| Норвегия \| \| Овечкин (Сёмин), 07:26 Попов (Емелин, Рясенский), 14:09 Емелин (Дацюк, Сёмин), 40:55 Жердев (Бирюков, Терещенко), 50:43 Никулин (Малкин), 54:52 (бол.) \| Голы \| Скрёдер (Хансен, Торесен), 11:33 Торесен (Аск, Холёс), 20:28 (бол.) \| | Стадион: Глобен-Арена, Стокгольм Зрителей: 7519 Судьи: Ларс Брюггеман (Германия), Дэнни Курман (Швейцария) |
| Россия | 5:2 (2:1, 0:1, 3:0) | Норвегия                                                                                                   |
| Овечкин (Сёмин), 07:26 Попов (Емелин, Рясенский), 14:09 Емелин (Дацюк, Сёмин), 40:55 Жердев (Бирюков, Терещенко), 50:43 Никулин (Малкин), 54:52 (бол.) | Голы | Скрёдер (Хансен, Торесен), 11:33 Торесен (Аск, Холёс), 20:28 (бол.)                                        |

Несмотря на разницу в классе команд к концу второго периода счёт в матче был 2:2. И лишь в третьем периоде сборная России привычно прибавила, а норвежцы сбавили темп. Как результат — три безответных шайбы в третьем периоде в ворота норвежцев и выход в полуфинал.

### 1/2 финала
| 19 мая, 2012 | \| Россия \| 6:2 (2:1, 2:0, 2:1) \| Финляндия \| \| Малкин (Никитин, Попов), 15:33 Малкин (Жердев, Широков), 19:06 (бол.) Овечкин (Денисов, Попов), 29:47 Малкин (Никулин), 37:46 (бол.) Кокарев (Кулёмин), 41:05 Широков (Е. Бирюков, Никитин), 48:41 (бол.) \| Голы \| Нискала (Контиола, Йоэнсуу), 07:28 Гранлунд (Ярвинен, Койву), 56:04 (бол.) \| | Стадион: Хартвалл Арена, Хельсинки Зрителей: 13239 Судьи: Антонин Ержабек (Чехия), Брент Райбер (Швейцария) |
| Россия | 6:2 (2:1, 2:0, 2:1) | Финляндия                                                                                                   |
| Малкин (Никитин, Попов), 15:33 Малкин (Жердев, Широков), 19:06 (бол.) Овечкин (Денисов, Попов), 29:47 Малкин (Никулин), 37:46 (бол.) Кокарев (Кулёмин), 41:05 Широков (Е. Бирюков, Никитин), 48:41 (бол.) | Голы | Нискала (Контиола, Йоэнсуу), 07:28 Гранлунд (Ярвинен, Койву), 56:04 (бол.)                                  |

Полуфинальный матч сборная Россия проводила в Хельсинки против хозяев турнира — финнов. В памяти российских болельщиков ещё были живы воспоминания об обидном поражении российской команды от сборной Финляндии в полуфинале чемпионата мира 2011 года. Несмотря на то, что финские хоккеисты открыли счёт в матче на восьмой минуте, в дальнейшем они ничего не смогли противопоставить чёткой игре в обороне и агрессивным атакам сборной России. В результате сборная России разгромила сборную Финляндии у них дома 6:2 и вышла в финал хоккейного первенства мира. Героем матча стал Евгений Малкин, сделавший хет-трик.

### Финал
| 20 мая, 2012 | \| Россия \| 6:2 (1:1, 3:0, 2:1) \| Словакия \| \| Сёмин (Дацюк, Овечкин), 9:00 Пережогин (Попов), 26:50 Терещенко (Жердев, Широков) 33:19 Сёмин (Дацюк) 35:00 Дацюк 43:24 Малкин 58:02 \| Голы \| Хара (Суровы) 1:00 Хара (Шатан, Суровы)49:00 \| | Стадион: Хартвалл Арена, Хельсинки Зрителей: 13 242 Судьи: Антонин Ержабек (Чехия), Брент Райбер (Швейцария) |
| Россия | 6:2 (1:1, 3:0, 2:1) | Словакия |
| Сёмин (Дацюк, Овечкин), 9:00 Пережогин (Попов), 26:50 Терещенко (Жердев, Широков) 33:19 Сёмин (Дацюк) 35:00 Дацюк 43:24 Малкин 58:02 | Голы | Хара (Суровы) 1:00 Хара (Шатан, Суровы)49:00                                                                 |

Несмотря на то, что сборной Словакии удалось забить быстрый первый гол, в дальнейшем она не смогла ничего противопоставить игре противника — и в атаке и в обороне сборная России переиграла словацкую команду, разгромив её в финале 6:2.

## Отзывы
Свою победу игроки сборной посвятили ярославскому хоккейному клубу «Локомотив» и его команде, погибшей в авиакатастрофе 7 сентября 2011 года.
Интернет-портал Чемпионат.com сравнил сборную России с тяжёлым танком, прошедшим и смявшим соперников.
Спортивное издание «Спорт-Экспресс» назвало победу сборной России блестящей и закономерной.

## Статистика игроков
Лучшим бомбардиром и снайпером чемпионата мира стал Евгений Малкин, набравший 19 очков и забросивший 11 шайб в ворота противника.